# Tanera Beag
Tanera Beag o Tanara Beag és una illa del grup de les Summer Isles, situades davant de les Highlands, al nord-oest d'Escòcia. L'illa està actualment deshabitada.
Se l'anomena Tanara Beag (Petita Tanara) per distingir-la de l'illa de Tanera Mòr (Gran Tanara).
L'illa ocupa una superfície de 66 hectàrees i la seva altitud màxima sobre el nivell del mar és de 83 metres.